# 도호쿠 방언

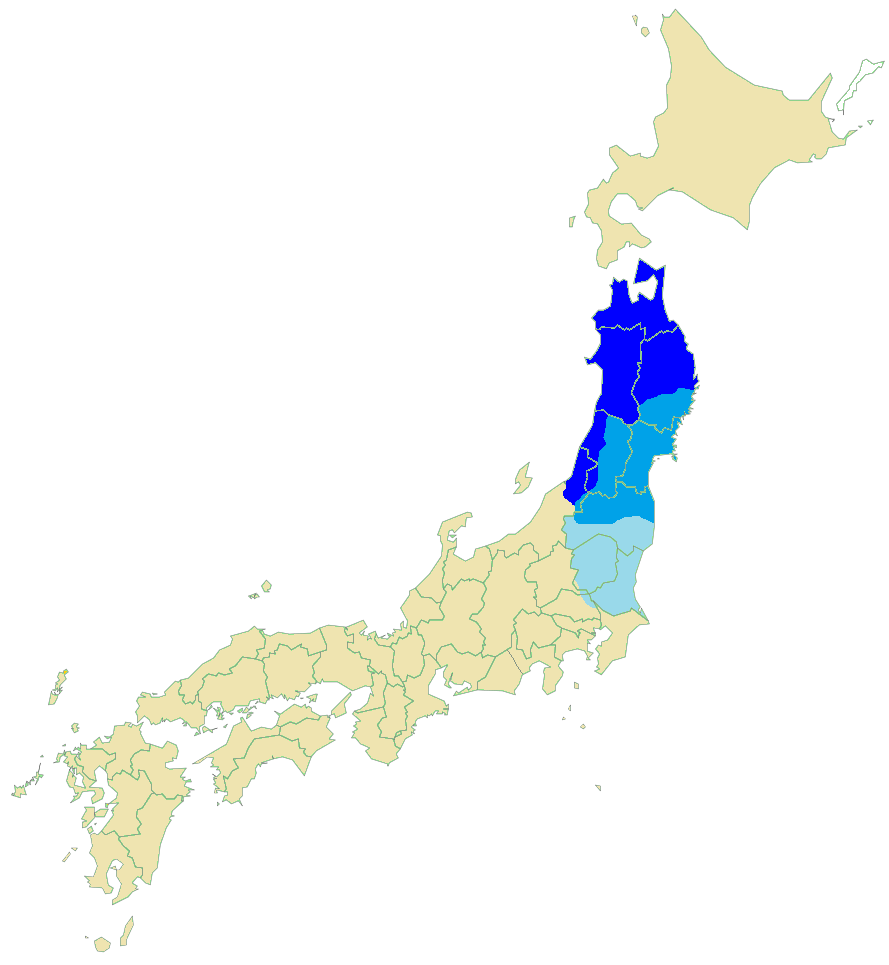
짙은 청색: 북오우 방언, 청색: 남오우 방언, 하늘색: 히가시칸토 방언

도호쿠 방언(東北方言)은 일본 도호쿠 지방에서 사용되는 일본어 방언들의 총칭이다. 동일본 방언에 속하며, 간혹 홋카이도 연안부 방언이나 히가시칸토 방언을 포함하기도 한다. 속칭 도호쿠벤(東北弁)이라고 한다.
이 지역의 역사적 지명 오우(奥羽)에서 따와서 오우 방언(奥羽方言)이라고도 한다. 크게 북오우 방언과 남오우 방언으로 나뉘는데, 지리적 범위를 볼 때 북오우 방언에는 아오모리현, 이와테현 북중부, 아키타현, 야마가타현 쇼나이 지방, 니이가타현 북부(아가노강 이북)의 방언이 포함되고, 남오우 방언에는 이와테현 남부, 미야기현, 야마가타현 내륙 중북부, 야마가타현 남부(오키타마 지방), 후쿠시마현의 방언이 포함된다. 이외에, 화인(和人)의 정착이 빨랐던 홋카이도 남부(도난 지방)의 방언은 표준 간토 방언과 유사한 홋카이도 내륙 지역의 방언과 달리 북오우 방언에 가깝다고 여겨지며, 히가시칸토 방언(이바라키 방언, 도치기 방언)도 간혹 도호쿠 방언으로 분류된다.

## 특징
음운의 가장 대표적 특징은 소위 즈즈벤(ズーズー弁)이라고 하는 특유의 발음 방식인데, 이는 イ단과 ウ단의 모음이 모두 [ɨ]나 [ɯ̈]로 중화(neutralization)되고 혀끝소리 장애음을 수반하여 특히 し와 す, ち와 つ(그리고 그 탁음)의 발음이 서로 구별되지 않게 되는 현상이다. 예컨대 표준어에서는 모두 다른 발음을 가지는 寿司(sushi), 煤(susu), 獅子(shishi)가 도후쿠벤에서는 구별 없이 북오우 방언에서는 [sïsï], 남오우 방언에서는 [sɯ̈sɯ̈]로 발음되는 경향이 있다.

## 하위 방언

### 북오우 방언
- 쓰가루 방언(津軽方言)
- 난부 방언(南部方言)
- 아키타 방언(秋田方言)
- 쇼나이 방언(庄内方言)
- 호쿠에쓰 방언(北越方言)
- 오토리-미오모테 방언(大鳥方言・三面方言)

### 남오우 방언
- 야마가타 내륙 방언(山形方言, 内陸方言)
- 센다이 방언(仙台方言)
- 후쿠시마 방언(福島方言)

## 같이 보기
- 홋카이도 방언
- 우라니혼 방언(裏日本方言)
  - 이즈모 방언
  - 호쿠리쿠 방언